# Rachel Cusk
Rachel Cusk (nascida em 8 de fevereiro de 1967)  é uma romancista e escritora britânica.
Cusk nasceu em Saskatoon em 1967, filha de pais britânicos. Ela é a segunda de quatro filhos, com uma irmã mais velha e dois irmãos mais novos, e passou grande parte de sua infância em Los Angeles . Ela se mudou para a terra natal de seus pais, a Grã-Bretanha, em 1974, estabelecendo-se em Bury St Edmunds, Suffolk . Ela vem de uma rica família católica e foi educada no Convento de Santa Maria em Cambridge. Ela estudou Língua e Literatura Inglesa no New College, Oxford .

## Carreira
Cusk escreveu onze romances, quatro obras de não-ficção, e adaptou a Medéia de Eurípides para o teatro londrino Almeida .
O romance Outline, que Cusk publicou em 2014, foi indicado para o Folio Prize, o Goldsmiths Prize e o Baileys Women's Prize for Fiction . Em 2003, Cusk foi indicado pela revista Granta como um dos 20 'Melhores dos Jovens Romancistas Britânicos'.
Após um longo período de consideração, Cusk começou a trabalhar em uma nova forma que representava a experiência pessoal, evitando a política de subjetividade e literalismo e permanecendo livre da narrativa convencional. Esse projeto se tornou uma trilogia ( Outline, Transit e Kudos ). Judith Thurman no The New Yorker escreveu: "Muitos escritores experimentais rejeitaram a mecânica da narrativa, mas Cusk encontrou uma maneira de fazer isso sem sacrificar sua tensão." O romance, dando à ficção um "novo design" radical. Outline foi eleito um dos 5 melhores romances ' de 2015 The New York Times.
Revendo Outline no The New York Times, Heidi Julavits escreveu: "Embora a narradora raramente esteja sozinho, a leitura de Outline imita a sensação de estar debaixo d'água, de estar separado de outras pessoas por uma substância mais densa que o ar. Mas não há nada embaçado ou mudo na visão literária de Cusk ou em sua prosa: passe muito tempo com este romance e você ficará convencido de que ela é uma das escritoras mais inteligentes vivas."
Revendo seu romance, Transit, a crítica Helen Dunmore, escrevendo para o The Guardian, elogiou a "prosa brilhante e perspicaz" de Cusk, acrescentando: "Cusk agora está trabalhando em um nível que torna muito surpreendente que ela ainda não tenha ganhado um grande prêmio literário".
Na crítica de Transit do The New York Times, Dwight Garner disse que o romance oferece "reflexões transcendentais" e que ele esperava mais ansiosamente por Kudos, o último romance da trilogia de Rachel Cusk, do que pela continuação da série <i id="mwbg">My Struggle</i> de Karl Ove Knausgaard, também conhecido pela escrita auto-biográfica.
Second Place, o romance de Cusk que se seguiu à trilogia, foi publicado em 2021. É inspirado nas memórias de Mabel Dodge Luhan, que hospedou DH Lawrence em sua propriedade na colônia de arte Taos no Novo México, em 1924. Neste trabalho, a experimentação de Cusk com a forma do romance continuou. Andrew Schenker, escrevendo no Los Angeles Review of Books, escreveu: "Se a trilogia Outline parecia ir além do romance enquanto ainda trabalhava dentro da forma, então Second Place sugere que Cusk pode ter superado totalmente o gênero." A Cleveland Review of Books fez uma resenha do livro, dizendo que "a ausência narrativa é parte do que nos leva a percorrer os romances, pois age como um filtro, destilando todos os contos de outras pessoas até o mais filosoficamente nu, o mais eticamente ambíguo, o mais dolorosamente isolado."
Em 2015, o teatro Almeida encomendou e produziu originalmente a adaptação de Cusk de Medéia como Medea - Euripides, A New Version . Na adaptação de Cusk, Medéia não mata seus filhos. Revendo Medea, o Financial Times comentou: "Rachel Cusk é conhecida como uma escritora implacável no território da separação conjugal".

### Prêmios
- 1993 Whitbread First Novel Award - Salvando Agnes[18]
- 1997 Prêmio Somerset Maugham - The Country Life[19]
- 2003 Whitbread Novel Award (shortlist) - The Lucky Ones[20]
- 2005 Man Booker Prize (longlist) – In the Fold[21]
- 2007 Orange Prize for Fiction (shortlist) - Arlington Park[22]
- Prêmio Goldmiths 2014 (shortlist)
- Prêmio Folio 2015 (shortlist)
- Prêmio Bailey de 2015 (shortlist)
- Prêmio Scotiabank Giller 2015 (shortlist) [23]
- Prêmio Literário do Governador Geral de Ficção de 2015 (shortlist)
- Prêmio Goldsmiths 2016 (shortlist)
- Prêmio Scotiabank Giller 2017 (shortlist) [24]
- Prêmio Goldsmiths 2018 (shortlist) [25]
- 2021 Booker Prize (longlist) - Segundo lugar
- Prêmio do Governador Geral de 2021 para ficção em inglês (shortlist) - segundo lugar[26]
- 2022 Prix Femina étranger - Segundo Lugar[27]